# Тачено
Тачено (італ. Taceno) — муніципалітет в Італії, у регіоні Ломбардія,  провінція Лекко.
Тачено розташоване на відстані близько 530 км на північний захід від Рима, 65 км на північ від Мілана, 19 км на північ від Лекко.
Населення — 551 особа (2014).

## Демографія
Населення за роками:

Станом на 1 січня 2023 року в муніципалітеті офіційно проживали 74 іноземці з 14 країн, серед них 5 громадян країн Євросоюзу.

## Сусідні муніципалітети
- Казарго
- Кортенова
- Крандола-Вальсассіна
- Езіно-Ларіо
- Марньйо
- Парласко
- Вендроньо